# ساردور كابولدجانوف
ساردور كابولدجانوف (2 فبراير 1987 بأوزبكستان - ) هو لاعب كرة قدم أوزبكستاني في مركز حراسة المرمى. لعب مع نادي لوكوموتيف طشقند ونادي نيفتشي فرغانة وFC Bukhara ‏.

## روابط خارجية
- ساردور كابولدجانوف على موقع قاعدة بيانات كرة القدم.إي يو (الإنجليزية)
- ساردور كابولدجانوف على موقع Soccerway.com (الإنجليزية)